# Retreat River
Retreat River är ett vattendrag i Australien. Det ligger i delstaten New South Wales, i den sydöstra delen av landet, omkring 150 kilometer väster om delstatshuvudstaden Sydney.
I omgivningarna runt Retreat River växer huvudsakligen savannskog. Trakten runt Retreat River är nära nog obefolkad, med mindre än två invånare per kvadratkilometer. Genomsnittlig årsnederbörd är 971 millimeter. Den regnigaste månaden är februari, med i genomsnitt 190 mm nederbörd, och den torraste är oktober, med 40 mm nederbörd.